# Уильямс, Джордж Кристофер
Джордж Кристофер Уильямс (англ. George Christopher Williams; 12 мая 1926 — 8 сентября 2010) — американский эволюционный биолог.
Являлся профессором биологии Государственного Университета Нью-Йорка в Стони-Бруке. Наиболее известен как резкий критик теории группового отбора. 
В Стони-Бруке преподавал курсы морской биологии и в своих книгах часто использовал примеры из ихтиологии. 
Получил степень доктора философии по биологии в Университете Калифорнии, Лос-Анджелес, в 1955 году. 
В статье 1957 года под названием Pleiotropy, Natural Selection, and the Evolution of Senescence Уильямс сформулировал как минимум три идеи, оказавшие значительное влияние на эволюционную биологию в 20 веке: антагонистическая плейотропия, синхронизация старения систем организма посредством естественного отбора и гипотеза бабушки. 
В своей первой книге, «Адаптация и естественный отбор» (Adaptation and Natural Selection), он утверждал, что адаптация является «обременительным» понятием, которое нужно использовать только по необходимости, и, когда она возникает, естественный отбор среди генов или индивидуумов является её самым общим объяснением. Он детально разработал эту точку зрения в поздних книгах и статьях, которые способствовали развитию геноцентричного взгляда на эволюцию.
Уильямс также хорошо известен своими работами об эволюции полового развития, которую он также рассматривает в терминах естественного отбора. Совместно с Рэндольфом Несси написал книгу «Why We Get Sick: The New Science of Darwinian Medicine», положившей начало развитию эволюционной медицины. 

### Отличия
В 1988 году получил стипендию Гуггенхайма. В 1992 году награждён медалью Даниэля Жиро Национальной академией наук США. В 1999 году он получил премию Крафорда в области биологических наук совместно с Эрнстом Майром и Джоном Мейнардом Смитом.